# Monasterio de Tatev
El monasterio de Tatev (en armenio: Տաթևի վանք Tat'evi vank' ) es un monasterio apostólico armenio del siglo IX, localizado en una amplia altiplanicie de basalto cerca del pueblo de Tatev, en la provincia de Syunik, en el sudeste de Armenia.  El término "Tatev" se refiere normalmente al monasterio. El conjunto monástico se sitúa en el borde de una profunda garganta del río Vorotán. Tatev es conocido por ser la sede del obispado de Syunik y jugó un papel significativo en la historia de la región como centro económico y político, y por su actividad espiritual y cultural.
En los siglos XIV y XV, el monasterio albergó una de  universidades medievales más importantes de Armenia, la Universidad de Tatev, que contribuyó al impulso de la ciencia, la religión y la filosofía, la reproducción de libros y el desarrollo de las miniaturas o iluminaciones, pinturas de figuras en los manuscritos ilustrados. Los investigadores de la Universidad de Tatev contribuyeron a la preservación de la cultura armenia y el credo durante uno de los periodos más turbulentos de su historia.
El monasterio es el lugar más conocido de Syunik. En 2010 se inauguró un teleférico llamado las Alas de Tatev, que une Tatev con el pueblo de Halidzor. Esté incluido en el Libro Guinness de los récords como "el funicular de doble cable más largo del mundo sin paradas".

## Etimología
Según la tradición, el nombre del monasterio procede de Eustateus, un discípulo de Judas Tadeo, quién predicó y fue martirizado en esta región. Su nombre ha evolucionado a Tatev.
La etimología popular incluye una leyenda que habla de un acontecimiento ligado a la construcción de la iglesia principal, donde un aprendiz subió en secreto hasta lo alto del campanario para colocar una cruz de su diseño propio. Aun así, el aprendiz fue atrapado por su maestro durante el descenso. Impresionado al ser descubierto, el aprendiz pierde pie y cae al abismo mientras clama a Dios para que le conceda alas, lo cual, en armenio se dice así: “Ta Tev”.

## Historia
El monasterio de Tatev está localizado en el sudeste de Armenia, en la zona del antiguo Syunik armenio, no lejos de la ciudad de Goris y a 280 km de Ereván. La altiplanicie de Tatev se ha usado desde tiempos precristianos, albergando un templo pagano. Aquel templo fue reemplazado por una iglesia modesta a raíz de la cristianización de Armenia en el siglo IV.
El desarrollo del monasterio empieza en el siglo IX cuándo alberga la del obispo de Syunik. En su Historia de la Provincia de Syunik, el historiador Stepanos Orbelian describe la construcción de una iglesia nueva cerca de la vieja en 848 gracias a la asistencia financiera del príncipe Felipe de Syunik. Con el crecimiento de la importancia económica y política del centro, los edificios antiguos se quedaron pequeños, y el obispo Hovhannes (Juan) consiguió ayuda financiera del príncipe Ashot de Syunik para construir el monasterio nuevo.
A principios del siglo XI, Tatev albergaba alrededor de 1,000 monjes y un gran número de artesanos. En 1044, los ejércitos de los emiratos vecinos destruyeron la iglesia de San Gregorio y sus edificios circundantes, que fueron reconstruidas inmediatamente después. En 1087, se construyó la iglesia de Santa María al norte del complejo. El monasterio fue dañado durante las invasiones seleúcidas en el siglo XII y con el terremoto de 1136. En 1170, la dinastía selyúcida saqueó el monasterio y quemó unos 10,000 manuscritos. El monasterio volvió a reconstruirse gracias a los esfuerzos del obispo Stepanos a finales del siglo XIII.
El monasterio consiguió una exención de impuestos durante  el gobierno mongol. Recuperó su poder económico con la ayuda de la familia Orbelian. Su influencia se expandió cuándo, en 1286, los Orbelian asumen el control del monasterio, Stepanos Orbelian fue consagrado metropolitano y tuvo éxito al reunir a diversas diócesis circundantes dentro de su reino. Con el establecimiento de la universidad en el siglo XIV, Tatev se convertía un centro principal de la cultura armenia.
Durante las campañas de Tamerlán en Syunik (1381–1387), Tatev fue saqueado, quemado y desposeído de una porción significativa de sus territorios. El monasterio recibió un golpe adicional durante la invasión de Shahruj en 1434.

### Era moderna

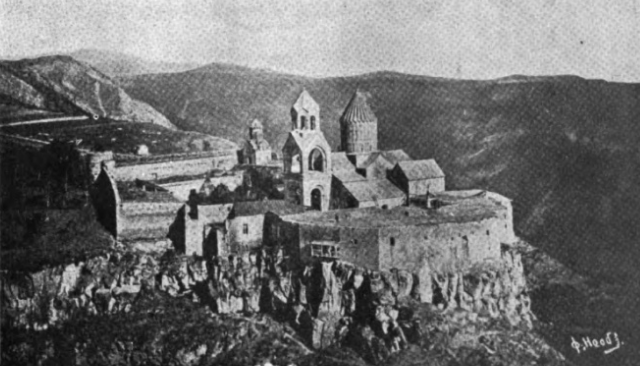
El monasterio c. 1920

El monasterio renació en los siglos XVII y XVIII; sus estructuras fueron restauradas y se añadieron otras nuevas. Fue saqueado otra vez durante las incursiones de las fuerzas persas dirigidas por Aga Muhammad Khan en 1796. En 1836, la Rusia zarista puso punto final a las autoridades metropolitanas de Tatev y Syunik pasó a ser parte de la diócesis de Ereván.
El 26 de abril de 1921, el segundo congreso Pan-Zangezurian, realizado en Tatev, anunció la independencia de la República de la Armenia Montañosa. El estado incluía las regiones del cañón de Tatev, Sisian y Gndevaz. La ciudad de Goris se convertía en la capital del estado no reconocido con Garegin Nzhdeh como su comandante supremo.
El monasterio fue seriamente dañado por el terremoto en 1931, cuando la cúpula de la iglesia de San Pablo y San Pedro y el campanario fueron destruidos. En años recientes, la iglesia de los Santos Pablo y Pedro ha sido reconstruida, pero los restos del campanario permanecen destruidos.

## Edificios del monasterio
El monasterio fortificado de Tatev consta de tres iglesias (Santos Pablo y Pedro, San Gregorio el Iluminador y Santa María), una biblioteca, un refectorio, un campanario y un mausoleo, así como otros edificios administrativos y auxiliares, entre ellos un molino de aceite.
La iglesia de los Santos Pablo y Pedro se construyó entre 895 y 906. Poco después, en 1087, se añadió la iglesia de Santa María a lo largo de las fortificaciones septentrionales. En 1295, la iglesia de San Gregorio, que había sido destruida durante un terremoto, se reemplazó por una nueva a iniciativa del metropolitano Stepanos Orbelian. En 1787, se construyó el mausoleo de San Gregorio de Tatev, en el muro occidental de la iglesia de San Gregorio, y a finales de siglo XIX se añadieron un vestíbulo y un campanario en la entrada occidental de la iglesia de los santos Santos Pablo y Pedro.
En el siglo XIV se construyeron fortificaciones en el sur, oeste y norte del monasterio con edificios para viviendas, administración y otros propósitos. En el siglo XVIII, se hicieron adiciones en la residencia del obispo, celdas para los monjes, almacenes, refectorio, cocina, panadería y bodega. Entre las principales fortificaciones se construyeron dieciséis aulas.
Al nordeste del monasterio, fuera de las fortificaciones se halla el molino de aceite. Tiene cuatro habitaciones con dos depósitos con techo en forma de cúpula, y prensas en habitaciones con techo abovedado. Este molino es uno de los mejor preservados y es una excelente muestra de las prensas de aceite construidas en la región durante la Edad Media.

### El Gavazan, la columna pendular
A un lado de los edificios, el monasterio posee una columna que actúa de péndulo, conocida como Gavazan Siun, construida en el siglo X a la vez que la iglesia de Pablo y Pedro, y que ha resistido numerosas invasiones y terremotos. Está dedicada a la Santísima Trinidad, localizada al sur de la catedral. Es una columna de ocho metros de altura coronada por una cruz tipo jachkar añadida probablemente en el siglo XVIII. El propósito de la columna es alertar del menor temblor de tierra, dando las primeras señales de atención sobre un posible terremoto. La columna vuelve a la posición vertical después de haberse movido.

## Patrimonio nacional
En 1995, los monasterios de Tatev, Tatevi Anapat y las áreas adyacentes del valle del Vorotán fueron añadidos a la lista provisional del Patrimonio Mundial de  la UNESCO.
En octubre de 2010, Armenia construyó el funicular aéreo reversible más largo del mundo, con un cable de 5.750 m, como parte del esfuerzo para revivir el turismo en el área. Este enlace, llamado Alas del Tatev conecta el pueblo de Halidzor con el monasterio de Tatev. El proyecto fue realizado por el grupo suizo Doppelmayr/Garaventa y costó unos 25 millones de dólares.

## Galería de imágenes

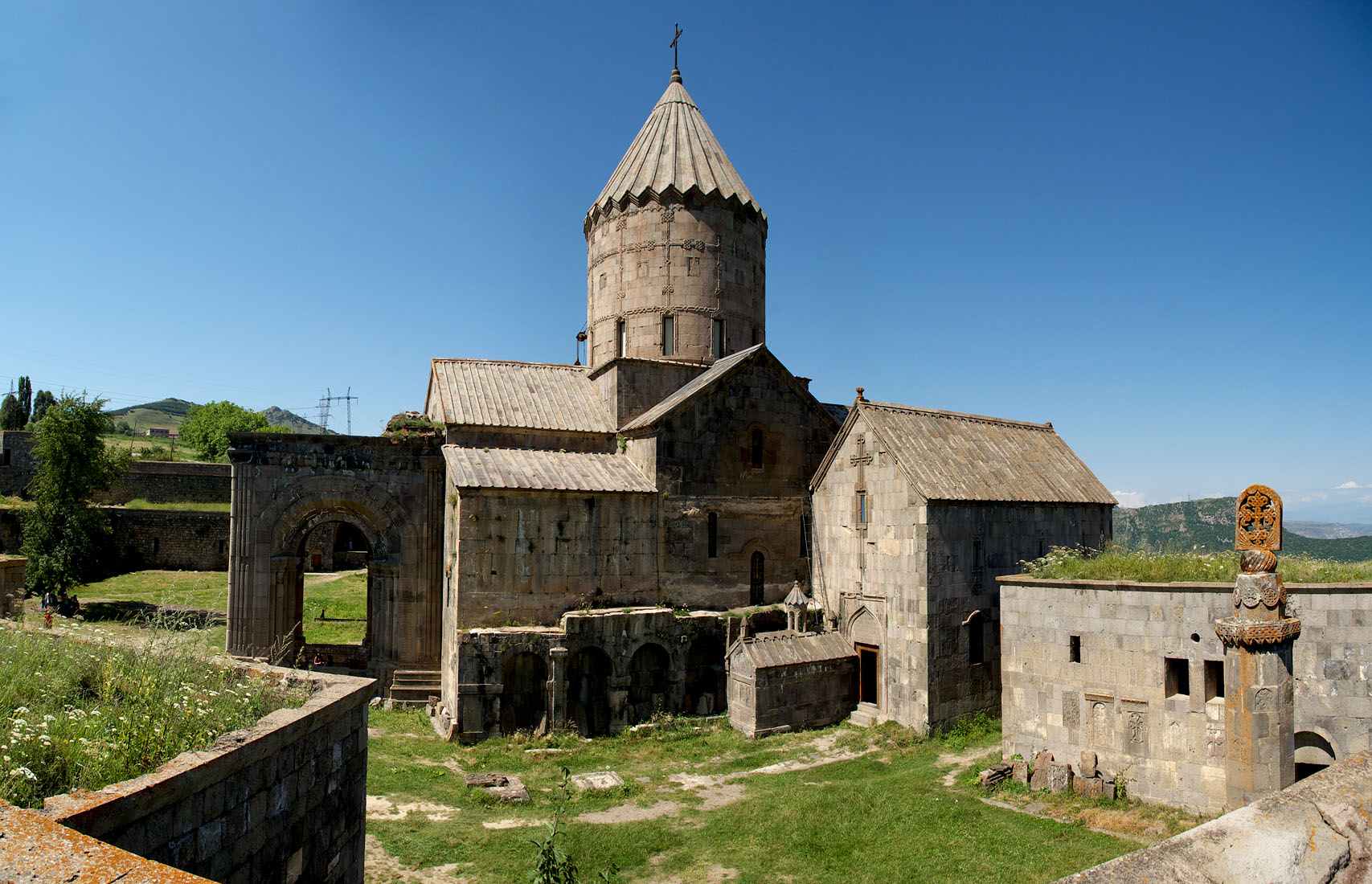
El complejo monástico.
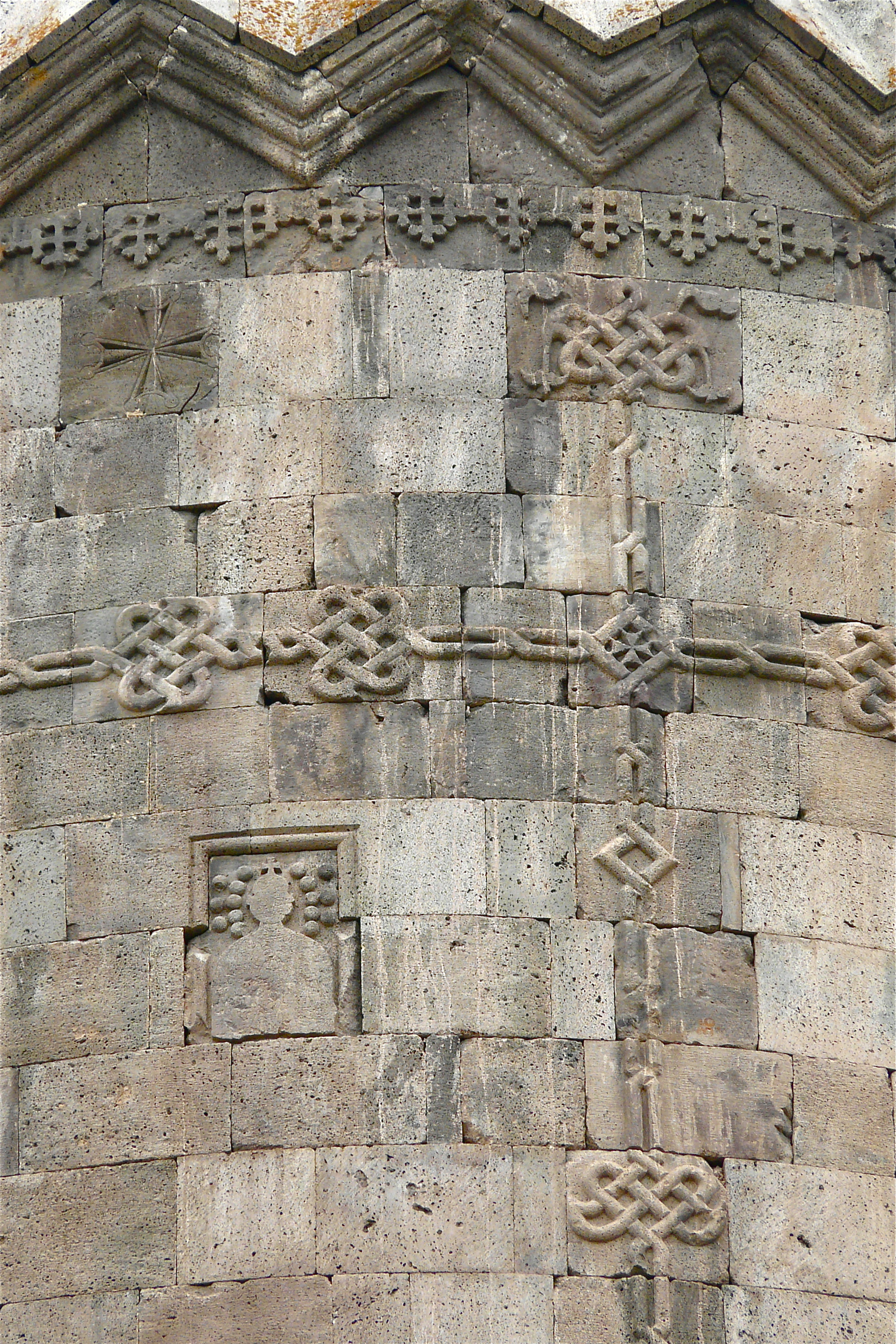
El tambor de la iglesia.
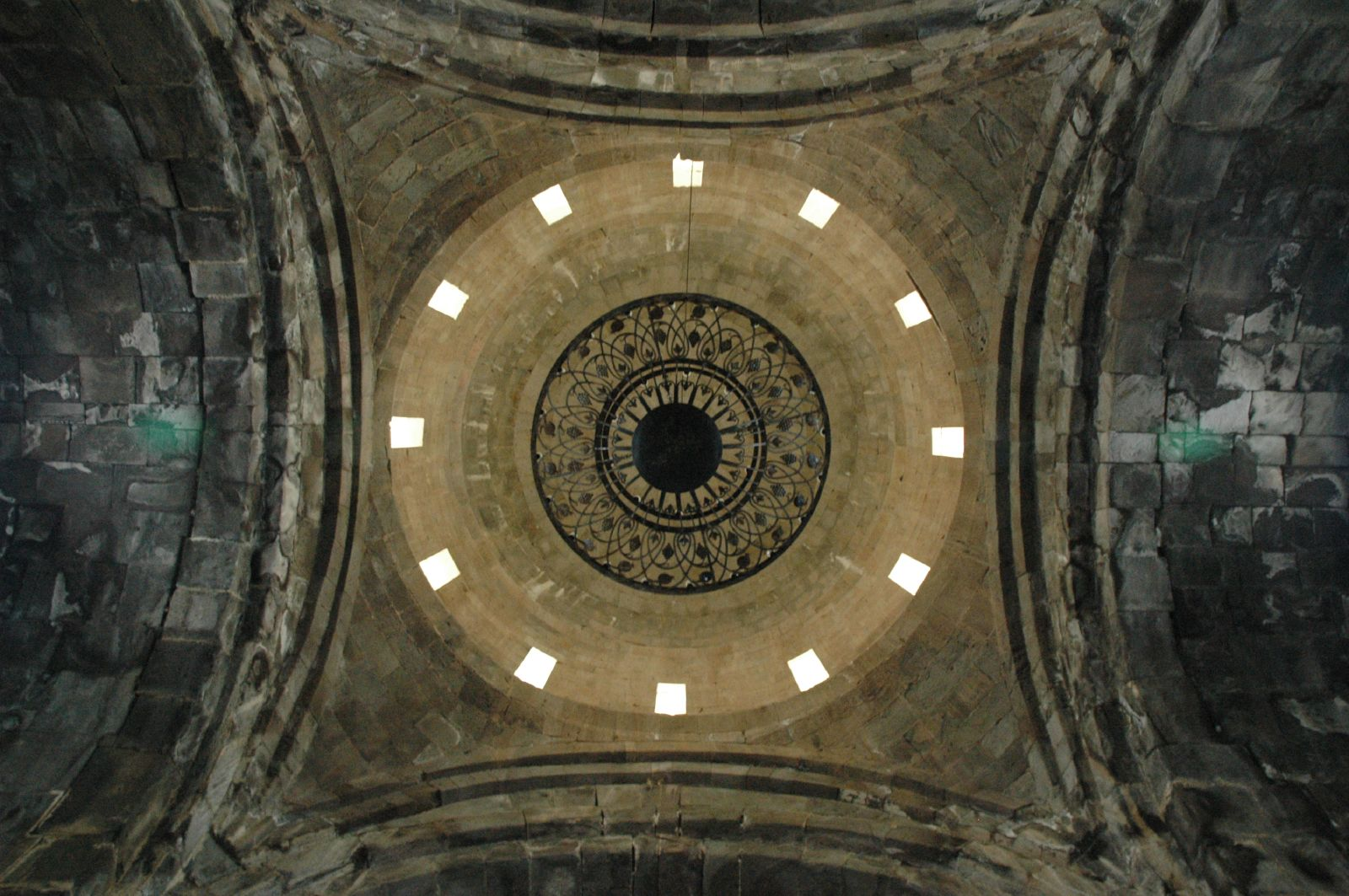
Interior del tambor y la cúpula.
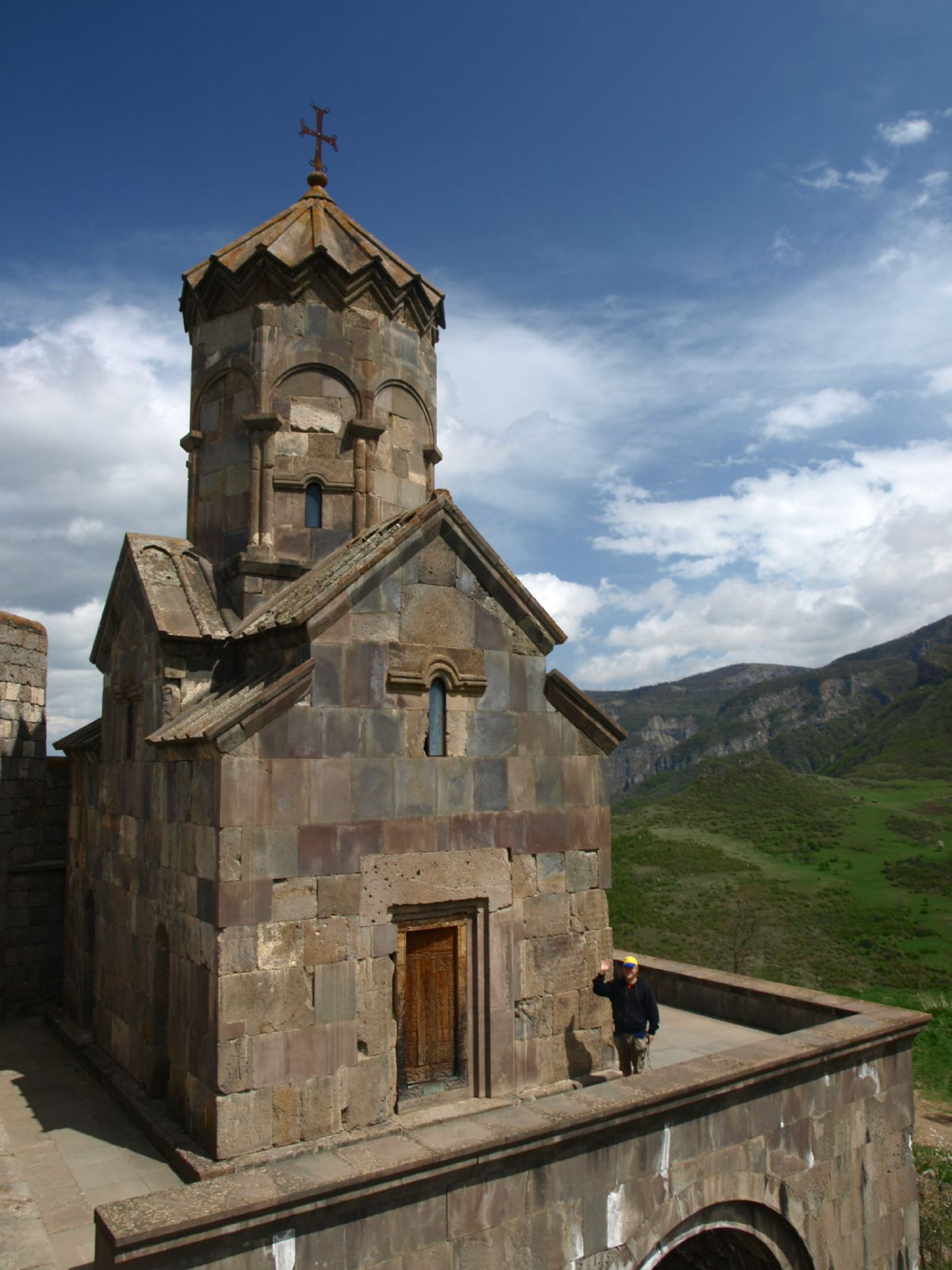
Iglesia del siglo XI de San Astvatsatsin.
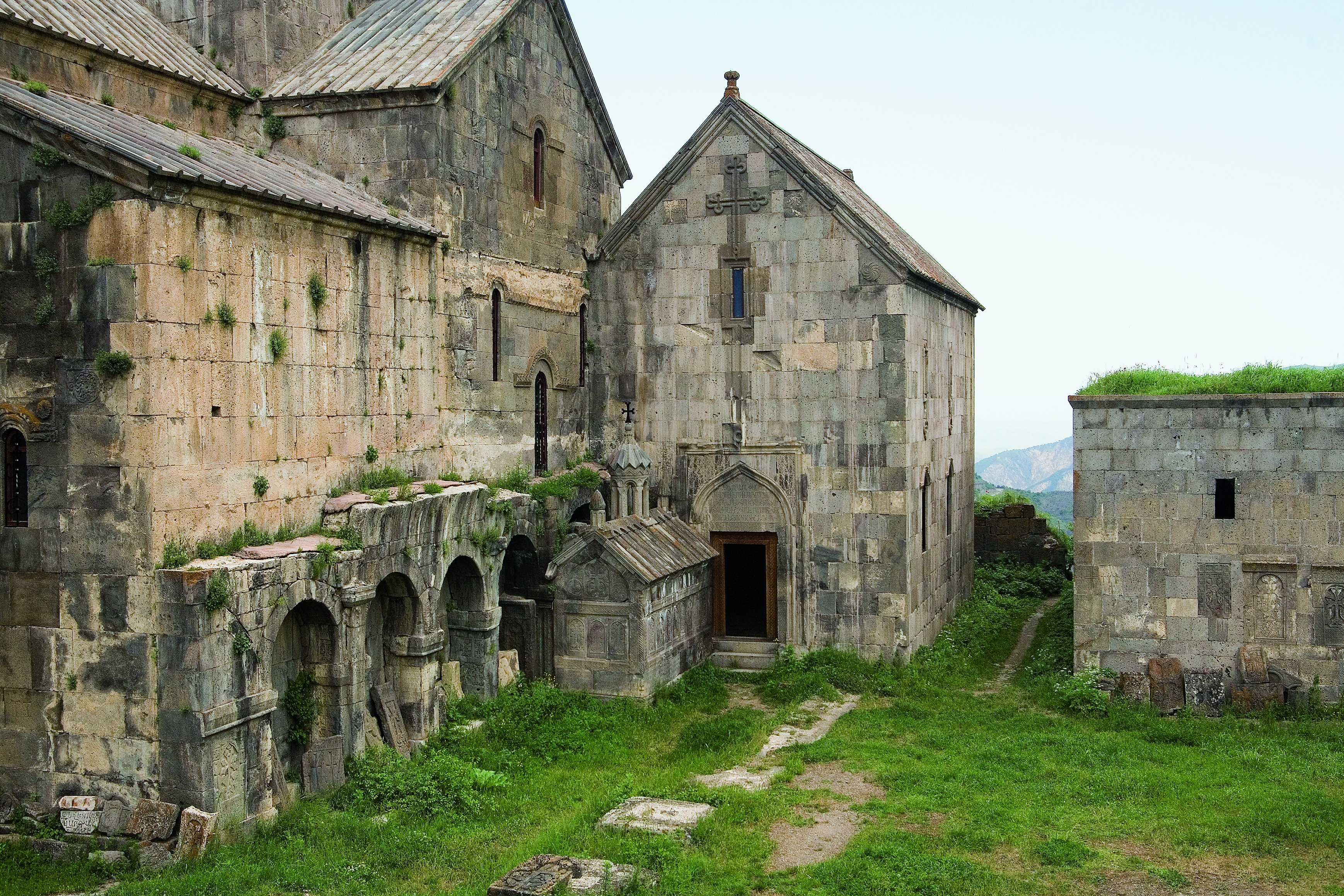
Capilla funeraria de San Gregorio de Tatev.
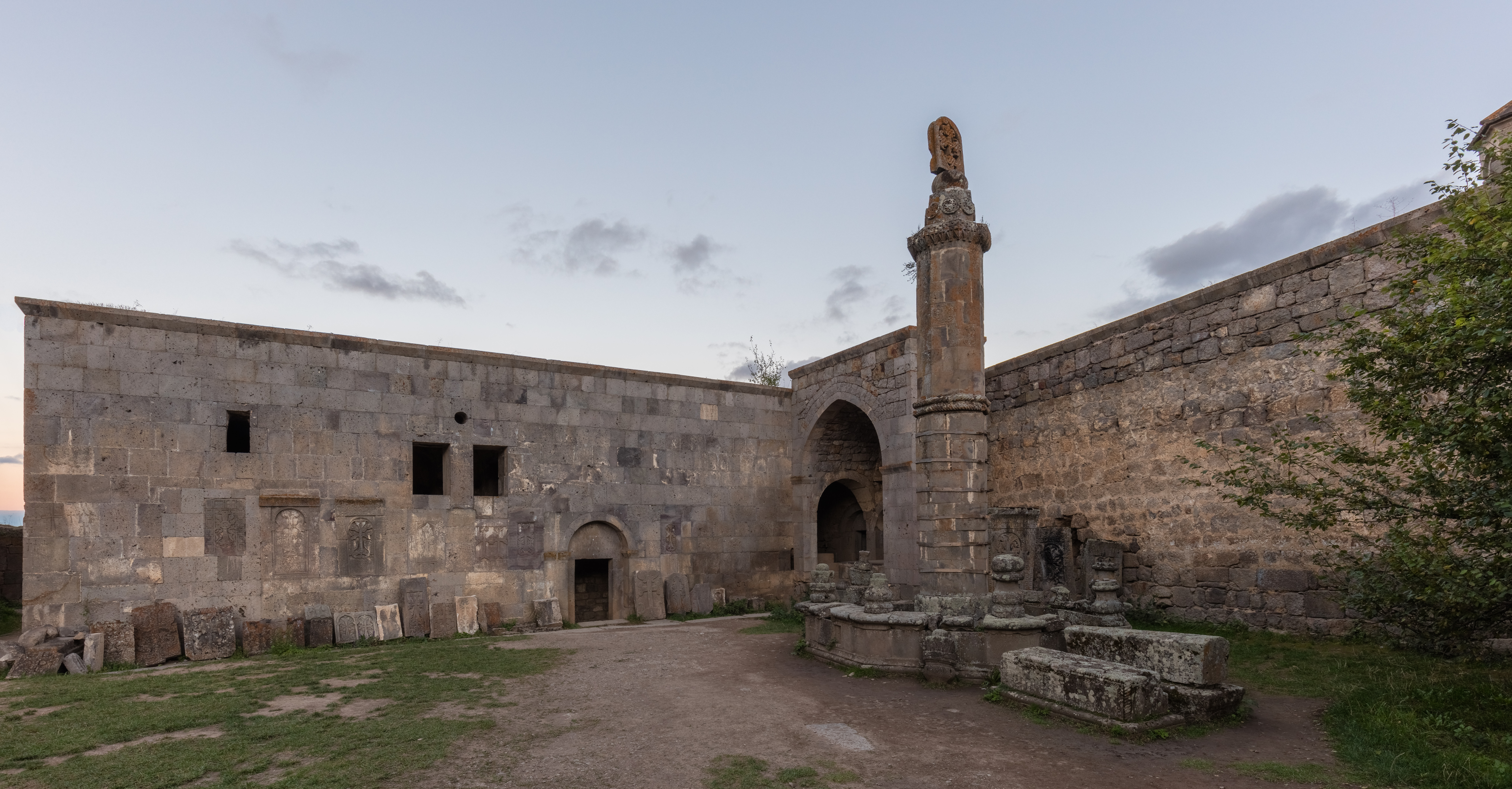
El pilar de Gavazan, usado para anunciar terremotos.
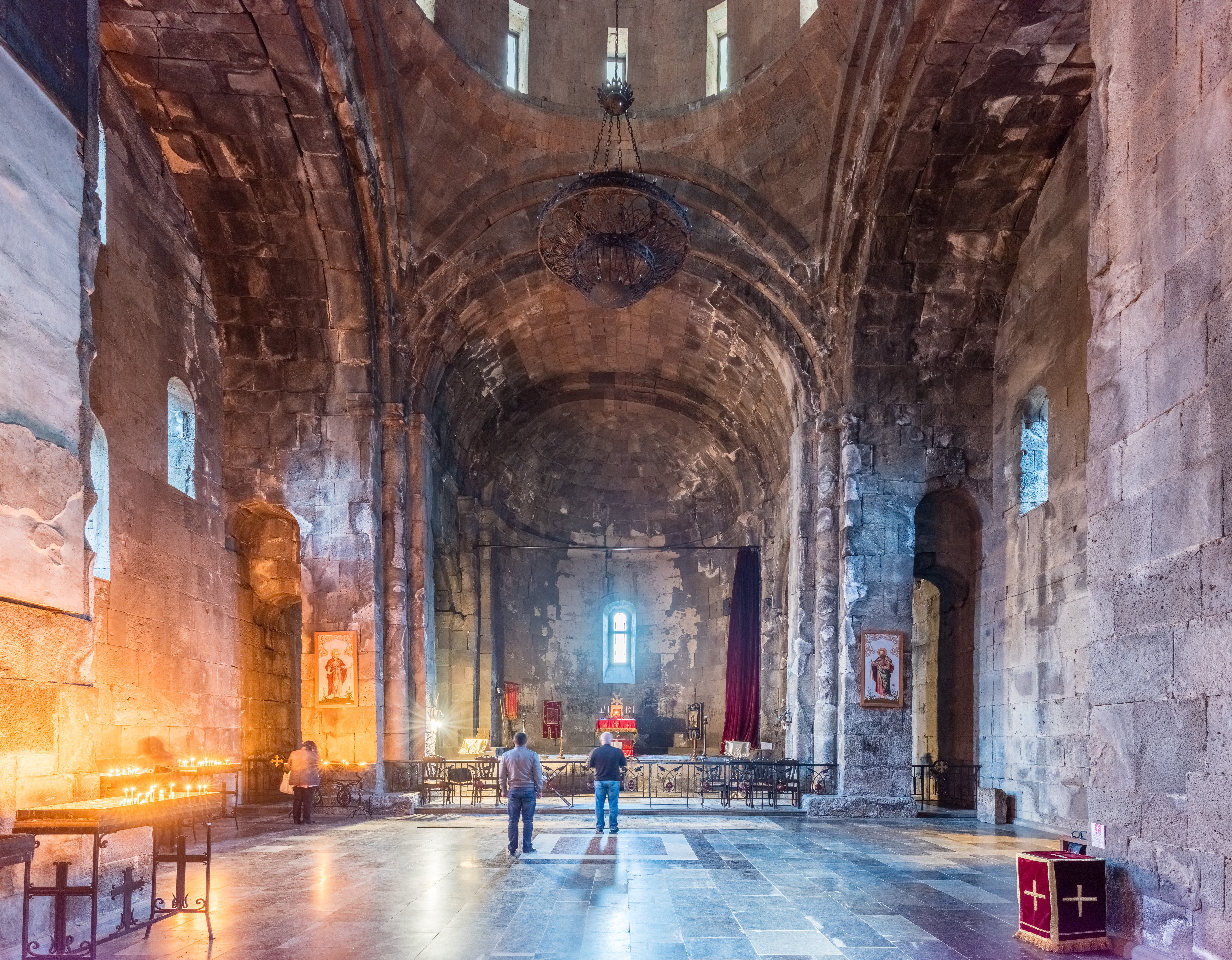
Interior del monasterio.
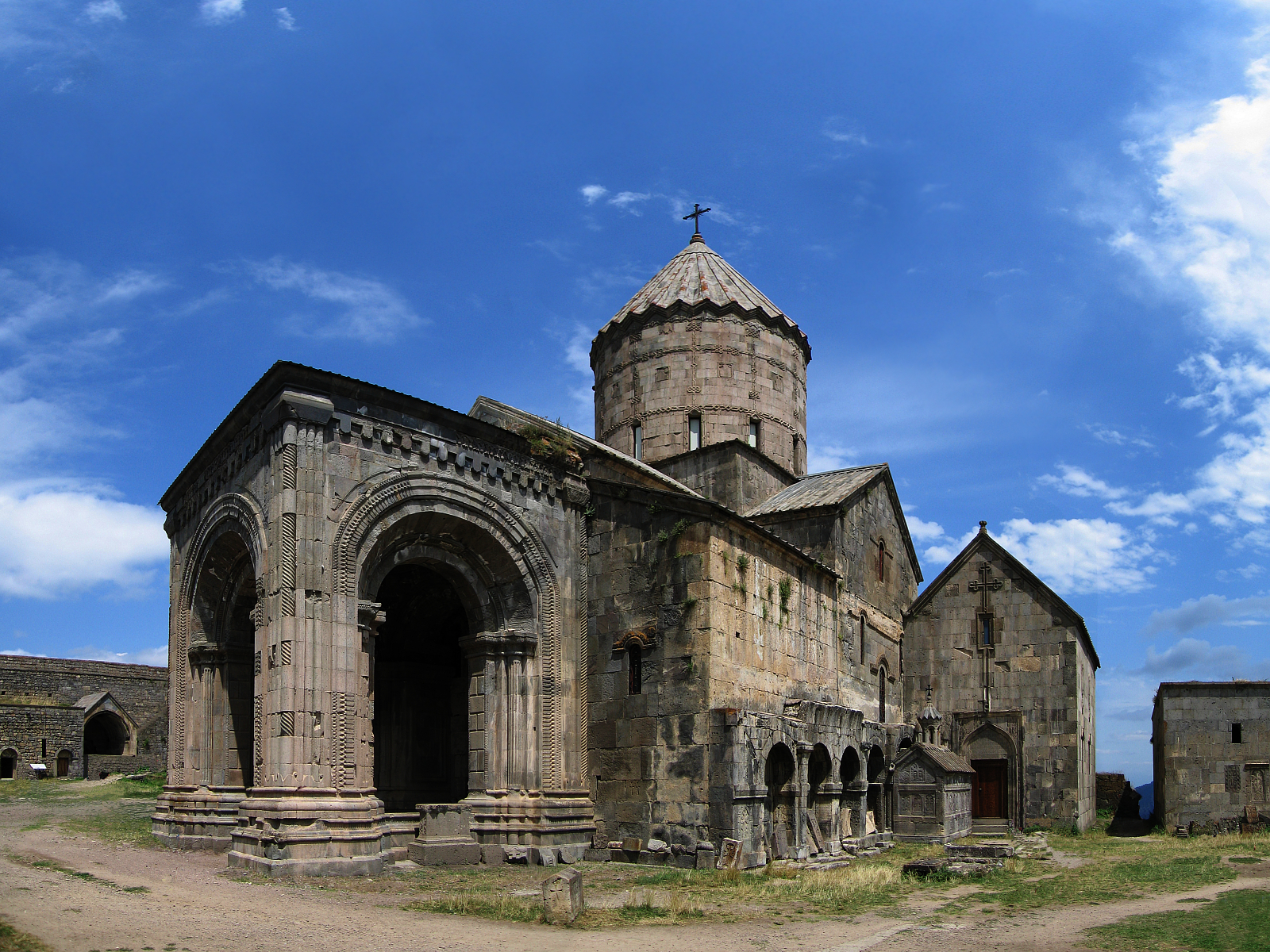
Capilla de San Pablo y San Pedro.
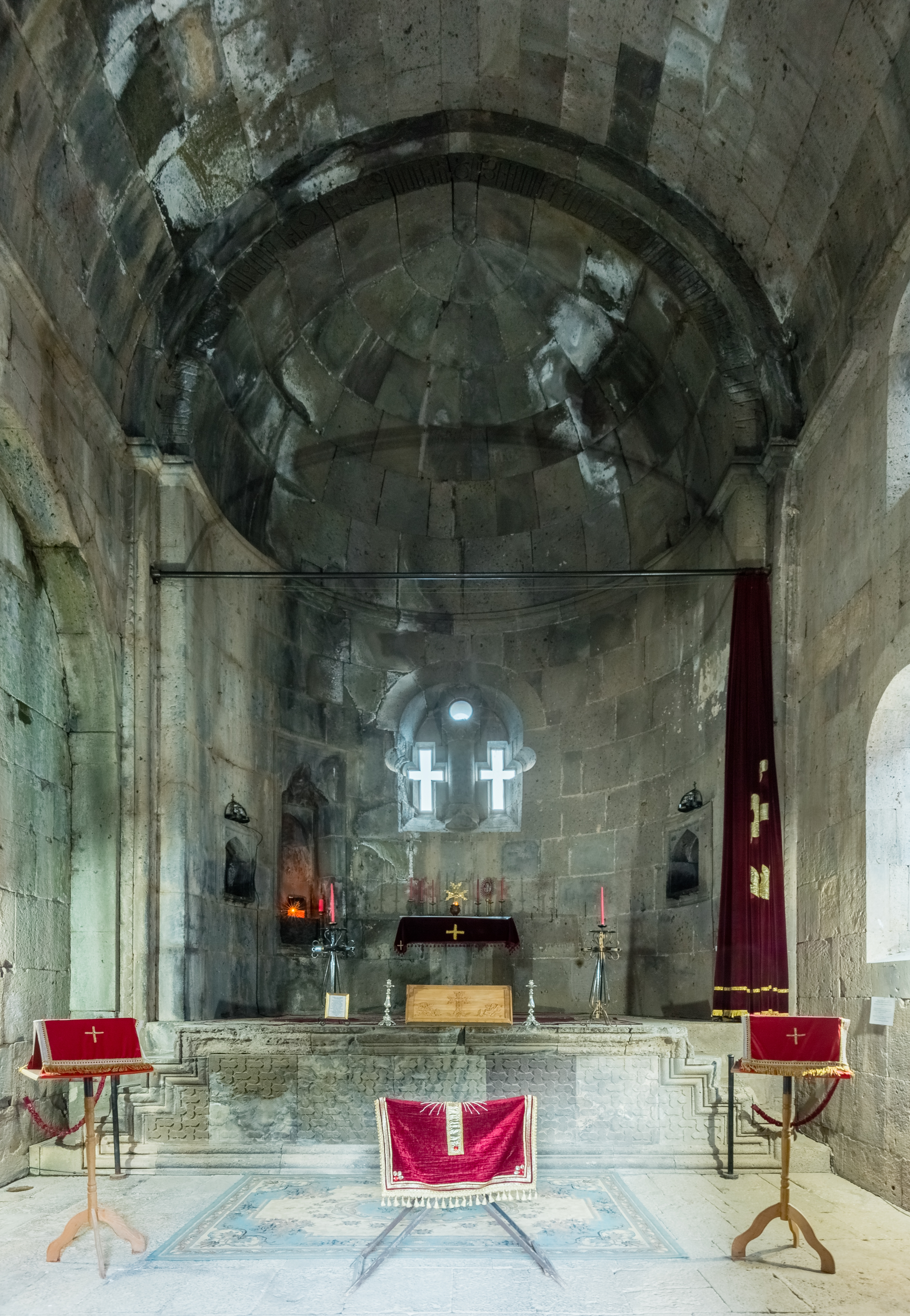
Interior de la iglesia.